# Melania Rodríguez
Melania Rodríguez (Ponteareas, 29 de enero de 2001) es una deportista española que compite en gimnasia en las modalidades de trampolín y trampolín doble mini.
Ganó tres medallas en el Campeonato Mundial de Gimnasia en Trampolín entre los años 2018 y 2023, y cuatro medallas en el Campeonato Europeo de Gimnasia en Trampolín, en los años 2022 y 2024.
Además, consiguió dos medallas en los Juegos Mundiales, en los años 2022 y 2025, en la prueba de doble mini.

## Palmarés internacional
| Campeonato Europeo | Campeonato Europeo | Campeonato Europeo | Campeonato Europeo |
| Año                | Lugar              | Medalla            | Prueba             |
| ------------------ | ------------------ | ------------------ | ------------------ |
| 2022               | Rímini (Italia)    | Medalla de oro     | Equipo             |

| Campeonato Mundial | Campeonato Mundial       | Campeonato Mundial | Campeonato Mundial |
| Año                | Lugar                    | Medalla            | Prueba             |
| ------------------ | ------------------------ | ------------------ | ------------------ |
| 2018               | San Petersburgo (Rusia)  | Medalla de plata   | Individual         |
| 2021               | Bakú (Azerbaiyán)        | Medalla de bronce  | Individual         |
| 2023               | Birmingham (Reino Unido) | Medalla de oro     | Individual         |
| Campeonato Europeo |                          |                    |                    |
| Año                | Lugar                    | Medalla            | Prueba             |
| 2022               | Rímini (Italia)          | Medalla de bronce  | Equipo             |
| 2024               | Guimarães (Portugal)     | Medalla de oro     | Individual         |
| 2024               | Guimarães (Portugal)     | Medalla de bronce  | Equipo             |